# Homalium tongaense
Homalium tongaense är en videväxtart som beskrevs av Harold St.John. Homalium tongaense ingår i släktet Homalium och familjen videväxter. Inga underarter finns listade i Catalogue of Life.